# Manduca jasminearum
Manduca jasminearum är en fjärilsart som beskrevs av Guérin-meneville 1829-44. Manduca jasminearum ingår i släktet Manduca och familjen svärmare. Inga underarter finns listade i Catalogue of Life.

## Bildgalleri

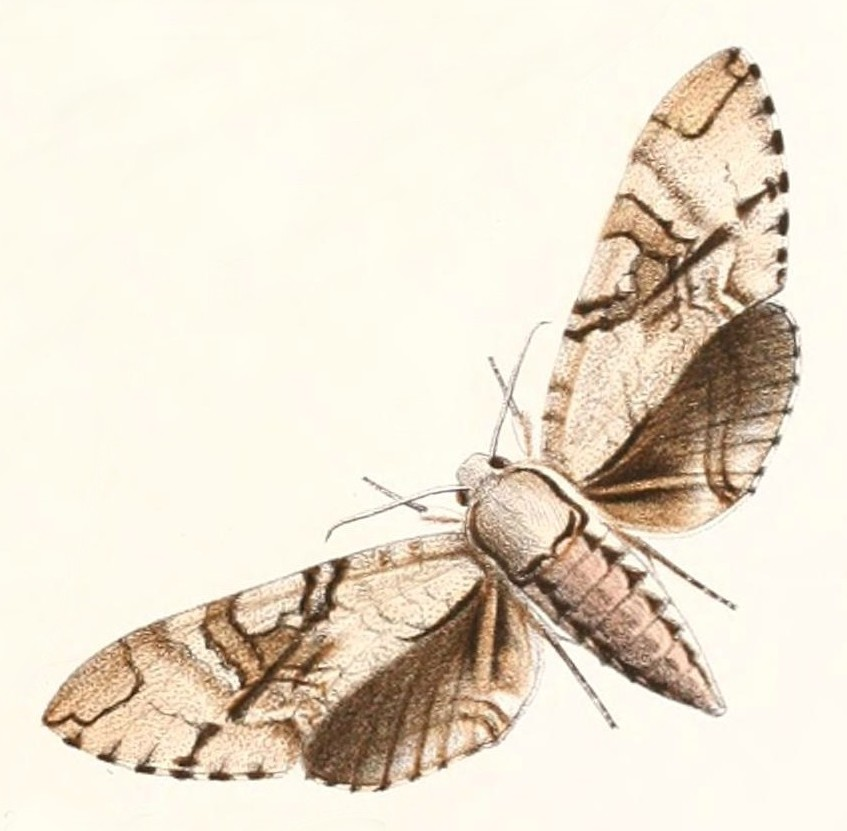